# Indústria petroquímica na Roménia

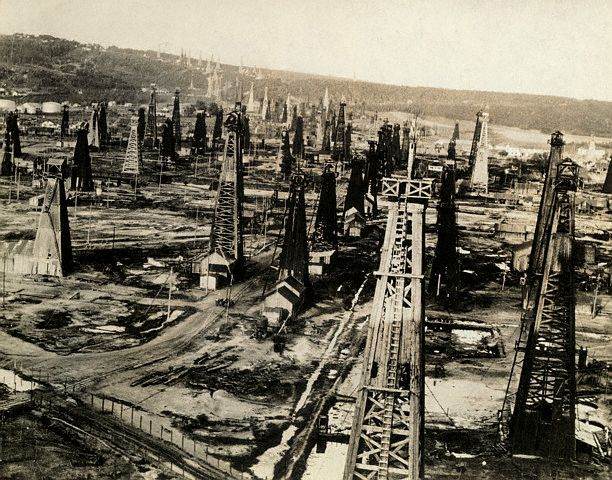
Campo de petróleo na Segunda Guerra Mundial

A Roménia foi um dos maiores produtores de petróleo na Segunda Guerra Mundial. O óleo extraído da Roménia foi essencial para as campanhas de guerra alemães.  A indústria petroquímica perto Ploieşti foi bombardeada fortemente pelos bombardeiros americanos. Após a guerra, a reconstrução e expansão pesado  foi feito sob o regime comunista. Desde então, a maioria da indústria foi privatizada.
Por possuir uma substancial capacidade de refino de petróleo, a Roménia é particularmente interessada nos oleodutos  que conectam a Ásia com a Europa Central e procura reforçar as suas relações com alguns países golfo Pérsico. Com 10 refinarias e uma capacidade de refinação global de cerca de 504.000 bbl/dia (80.100 m3/dia), a Roménia tem a maior indústria de refinação na região.
A capacidade de refino da Roménia excede em muito a demanda interna de produtos petrolíferos refinados, permitindo ao país exportar uma ampla gama de produtos petrolíferos e petroquímicos - como lubrificantes, betume, e fertilizantes para toda a região.

## Refinarias

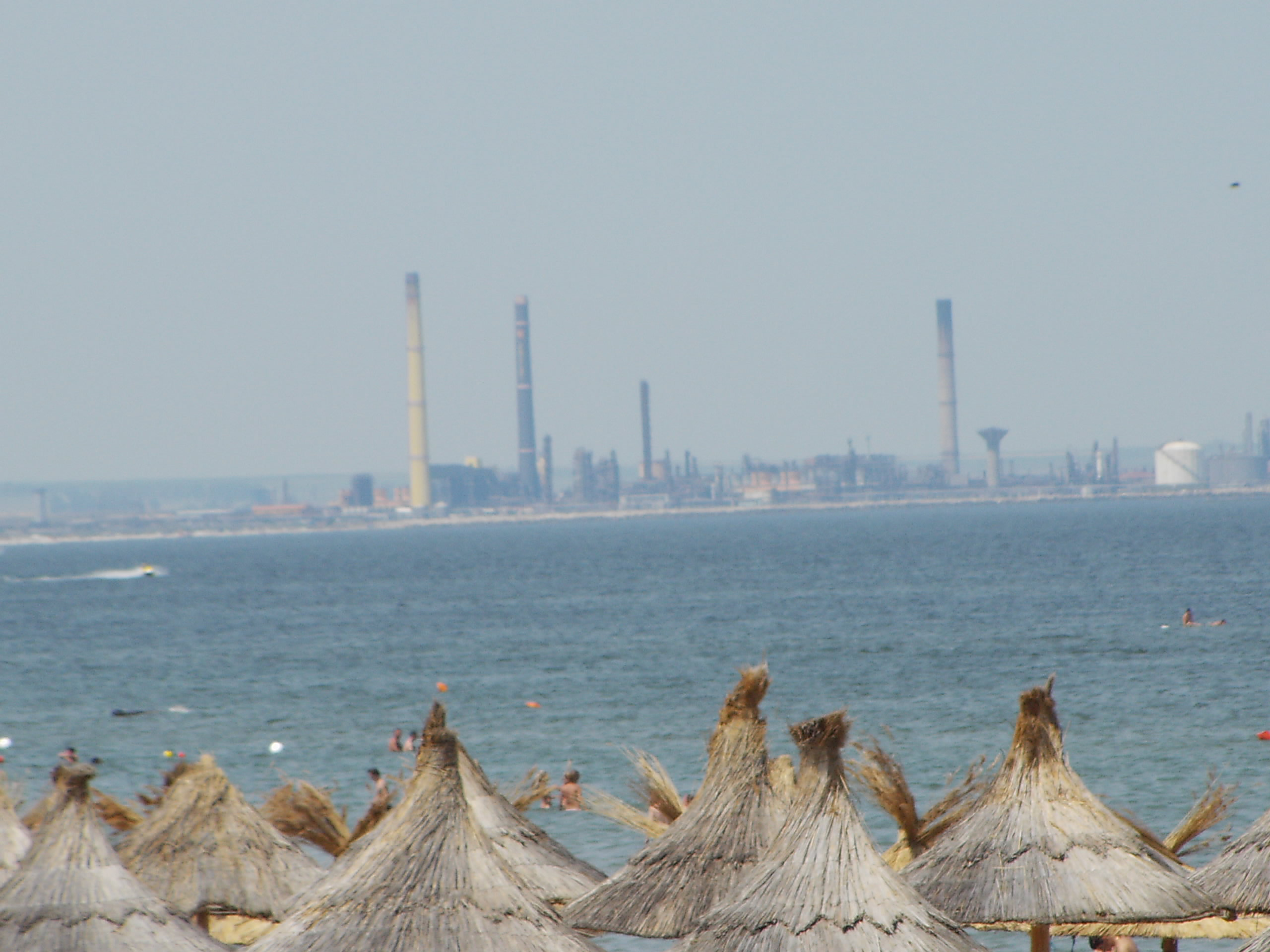
" Refinaria "Petromidia" em Năvodari

Esta é uma lista incompleta de refinarias de petróleo na Roménia:
- Arpechim Refinery, (Petrom/OMV), (70000|oilbbl/d)
- Astra Refinery, (Interagro), (20000|oilbbl/d)
- Petrobrazi Refinery, (Petrom/OMV), (90000|oilbbl/d)
- Petromidia Constanţa Refinery, (Rompetrol), (100000|oilbbl/d)
- Petrotel LUKoil Ploieşti Refinery, (LUKOIL), (68000|oilbbl/d)
- Petrolsub Suplacu de Barcău Refinery, (Petrom/OMV), (15000|oilbbl/d)
- RAFO Oneşti|RAFO Oneşti Refinery, (Calder A), (70000|oilbbl/d)
- Steaua Romană Câmpina Refinery, (Omnimpex Chemicals), (15000|oilbbl/d)
- Vega Ploieşti Refinery, (Rompetrol), (20000|oilbbl/d)